# 参宿增十八
獵戶座μ，又名BD+09 1064，HD 40932、SAO 113389、HR 2124，是獵戶座的一颗恒星，视星等为4.12，位于銀經198.68，銀緯-6.31，其B1900.0坐标为赤經5h 56m 52.8s，赤緯+9° -6.31′ 50″。